# Campello sul Clitunno
Campello sul Clitunno è un comune italiano di 2 308 abitanti della provincia di Perugia. Ha una struttura urbanistica particolare costituita dall'aggregazione di 13 frazioni sparse sul territorio, raggruppate amministrativamente: Acera, Agliano, Campello Alto, Fontanelle, La Bianca, Lenano, Pettino, Pissignano, Ravale, Settecamini, Spina Nuova, Villa. La sede comunale è a La Bianca.
Vi si trovano le sorgenti del fiume Clitunno e, poco distante, il Tempietto del Clitunno, probabilmente il più interessante monumento tardo antico dell'Umbria. Di rilievo, dal punto di vista architettonico, storico ed artistico i castelli di Campello Alto e Pissignano Alto, poco lontani dal nuovo tracciato della strada Flaminia, e quelli di Agliano ed Acera spostati tra i boschi, verso la Valnerina.
Campello sul Clitunno è anche decisamente famoso per il suo olio extravergine d'oliva. Il comune si attesta come il luogo più importante in relazione alla qualità della produzione di extravergine in Umbria, grazie al particolare microclima di una parte del territorio e alle caratteristiche del terreno. Campello sul Clitunno fa parte dell'Associazione nazionale città dell'olio.

## Geografia fisica

### Clima
- Classificazione climatica: zona D, 2085 GR/G

## Storia

### Campello Alto
L'antico nucleo dell'attuale comune si trova nella frazione di Campello Alto, un castello costruito nel 921 da Rovero di Champeaux, barone di Borgogna, sulla cima di un colle a 514 m s.l.m., con ampia visione sulla valle Spoletina. Da esso deriverebbe la famiglia dei conti Campello, che diedero il nome al paese. Proveniente da Reims, Rovero era al seguito del duca Guido di Spoleto. Ad esso Lamberto (imperatore del Sacro Romano Impero) concedeva la facoltà di costruire una fortezza su di un colle. Oltre ad essa, associava un feudo con otto villaggi, noto all'epoca come "Gualdi Rainieri". Essendo seguaci di Federico II e pertanto nemici della Chiesa, essi vennero apostrofati da papa Onorio III, nel 1226, come figli del diavolo, "Tancredi filius beliàl". Alla metà del XIV secolo il castello venne assalito dai mercenari eugubini del gonfaloniere spoletino Pietro Pianciani, ma i conti di Campello respinsero l'attacco e gli abitanti di Spoleto rimborsarono i Campello dei danni subiti. Nel XVI secolo il feudo si dotò degli Statuti, redatti dai massari, dal conte e dal notaio Spineo.
Sopra Campello Alto, a 582 m s.l.m., c'è la località Colle, un nucleo abitativo non fortificato immerso tra gli ulivi, con 35 abitanti. In esso è presente la modesta chiesa di Santa Maria della Misericordia (XV-XVI secolo).

## Monumenti e luoghi d'interesse

### Architetture militari
- Castello di Campello Alto[8]
- Castello di Pissignano[9]
- Castello di Acera
- Castello di Agliano

### Architetture religiose
- Chiesa di San Donato a Campello Alto, di origine romanica, con altare ligneo in stile barocco ed affreschi quattrocenteschi all'interno.[10]
- Convento dei padri barnabiti, presso Campello Alto, la cui chiesa conserva affreschi del Maestro di Eggi e dello Spagna.
- Oratorio di San Sebastiano XVI secolo, con affreschi dello Spagna raffiguranti i Santi Rocco e Sebastiano.
- Eremo Francescano con chiesa romanica dell'XI secolo, ma la grotta risalirebbe al V secolo. Chiostro e resti torre romana.[11]
- Chiesa della Madonna della Bianca, in piazza Garibaldi

### Aree naturali
- Fonti del Clitunno, con parco naturalistico,[12] a cui Giosuè Carducci dedicò la poesia Alle fonti del Clitumno[13]

- Valle di Pettino, il cui territorio risulta inserito in zona SIC (sito di interesse comunitario).[14]

### Aree archeologiche
- Tempietto del Clitunno, parte del patrimonio dell'umanità "Longobardi in Italia: i luoghi del potere" dal 2011[15]
- Resti della Chiesa romanica dei Santi Cipriano e Giustina, lungo la via Flaminia nei pressi delle Fonti del Clitunno[16]

## Società

### Evoluzione demografica
Abitanti censiti

### Etnie e minoranze straniere
Secondo i dati ISTAT al 31 dicembre 2010 la popolazione straniera residente era di 192 persone. Le nazionalità maggiormente rappresentate in base alla loro percentuale sul totale della popolazione residente erano:
Romania 71 2,80%
Albania 32 1,26%

## Geografia antropica

### Frazioni[19]
La Bianca
La Bianca è la frazione sede comunale di Campello, si trova a 290 metri sul livello del mare. Il nome deriva da un’edicola affrescata della Vergine e del Bambino. Nel XVI secolo, La Bianca era un'area boschiva con un sentiero che collegava Campello Alto alla pianura.
Ospita la principale zona industriale del comune, assieme alla festa della Madonna della Bianca il lunedì di Pasquetta. Tra i luoghi d'interesse spicca il Santuario della Madonna della Bianca, costruito nel 1516, e il Palazzo Comunale, progettato nel 1887.
Pettino
Pettino è una frazione abitata da 74 residenti. Situato a circa 5,88 km in linea d'aria in direzione nord-nord-est da Campello, è posto lungo la strada omonima (Strada provinciale di Pettino) a 1074 m s.l.m., sul versante orientale del Monte Serano (1429 m).
Anticamente appartenne al territorio di Trevi: i Manenteschi, una famiglia del luogo, tentarono addirittura di salire al comando con i due capitani Francesco e Vicourbano. Il loro tentativo non andò però a buon fine: essi furono catturati, uccisi e i loro beni sequestrati o distrutti.
Venne inglobata sotto la giurisdizione di Campello solo nel 1925.
Pissignano
Pissignano è situata lungo la Strada Statale Flaminia tra Spoleto e Trevi. Il nome deriva dal latino Pissinianum, probabilmente legato a un’antica piscina sacra dedicata al dio Giano. Il borgo ha origini romane e nel corso della storia è stato parte del Ducato di Spoleto e dello Stato della Chiesa.
È qui che si trovano i principali luoghi di interesse turistico del comune, come le Fonti del Clitunno, il relativo Tempietto del Clitunno, il Castello di Pissignano (Borgo Lizori), un tipico castello triangolare di pendio posto più in alto, poco sopra il il Borgo S. Benedetto e risalente al XII secolo, con la Chiesa di San Benedetto, oggi sconsacrata. Ancora più in alto, a circa 500 m s.l.m., sorge l'Eremo Francescano immerso nel bosco, restaurato nel 1930.
L’economia locale si basa proprio sul turismo, favorito dalla vicinanza alle Fonti del Clitunno, e sulla produzione di olio extravergine d’oliva di alta qualità.
Ogni prima domenica del mese, Pissignano ospita un mercatino dell’antiquariato, che richiama visitatori da tutta l’Umbria.
Fontanelle
Fontanelle è una frazione posta sulla costa della montagna di Campello, a 653 m s.l.m., più in alto rispetto a Campello Alto e alle altre frazioni relativamente vicine alla sede comunale, dalla quale dista 1,6 km in linea d'aria, ma ben 6 km su strada; secondo i dati Istat del 2001, risulta abitata da 14 persone.
Lenano
Lenano è una frazione posta lungo la strada provinciale di Pettino sulla costa della montagna di Campello, a 533 m s.l.m., poco sopra la località di Carvello. È popolato da 65 persone. Ospita la chiesa romanica di San Lorenzo, originariamente cappella rurale, recante molti affreschi risalenti al XIV secolo. La frazione ospita edilizia medievale e due torri trecentesche decurtate, dette "Le Nane", da cui sembra che derivi il nome del nucleo abitativo stesso.

## Amministrazione

Il gonfalone comunale

| Periodo         | Periodo        | Primo cittadino        | Partito                                       | Carica  | Note   |
| --------------- | -------------- | ---------------------- | --------------------------------------------- | ------- | ------ |
| 1952            | 29 maggio 1959 | Ranieri di Campello    |                                               | Sindaco |        |
| 1960            | 1970           | Maria Sole Agnelli     | Il Tempietto                                  | Sindaco | [ 33 ] |
| 1971            | 1976           | Filippo Fratellini     | Democrazia Cristiana                          | Sindaco | [ 33 ] |
| 30 ottobre 1987 | 18 giugno 1990 | Rovero Campello        | Movimento Sociale Italiano - Destra Nazionale | Sindaco | [ 33 ] |
| 26 giugno 1990  | 23 aprile 1995 | Michelangelo Zuccari   | Democrazia Cristiana                          | Sindaco | [ 33 ] |
| 24 aprile 1995  | 13 giugno 1999 | Domizio Natali         | Sinistra                                      | Sindaco | [ 33 ] |
| 14 giugno 1999  | 13 giugno 2004 | Domizio Natali         | Centro-sinistra                               | Sindaco | [ 33 ] |
| 14 giugno 2004  | 7 giugno 2009  | Paolo Pacifici         | Centro-sinistra                               | Sindaco | [ 33 ] |
| 8 giugno 2009   | 25 maggio 2014 | Paolo Pacifici         | Lista civica                                  | Sindaco | [ 33 ] |
| 26 maggio 2014  | 27 maggio 2019 | Domizio Natali         | Solidarietà e progresso                       | Sindaco | [ 33 ] |
| 29 maggio 2019  | 9 giugno 2024  | Maurizio Calisti       | Amiamo Campello                               | Sindaco | [ 33 ] |
| 10 giugno 2024  | in carica      | Simonetta Scarabottini | Amiamo Campello                               | Sindaco | [ 33 ] |